# ريتشارد بينرت
كان ريتشارد بينرت (5 سبتمبر 1881 - 2 فبراير 1949) ضابطًا في الشرطة التشيكية وسياسيًا رفيع المستوى وقد شغل منصب رئيس الوزراء في محمية بوهيميا ومورافيا من 19 يناير إلى 5 مايو 1945. وبعد الحرب العالمية الثانية حكم عليه بالسجن بتهمة التعاون مع النازيين.

## المسيرة المهنية
ولد بينارت في براغ، وهو من عائلة من كتبة القضاة من تلك المدينة. وبعد أن أنهى دراسات القانون في جامعة براغ، دخل أيضًا في الخدمة الحكومية. كان بعض أسلافه من أصول عرقية ألمانية بوهيمية واندمجوا في المجتمع التشيكي. ومن عام 1906، عمل كضابط شرطة في براغ، وفي يناير 1918 أصبح كاتبًا في هيئة رئاسة الشرطة في براغ. وخلال الحرب العالمية الأولى، تعاون بينرت بشكل وثيق مع حركة المقاومة التشيكية، وبعد إعلان استقلال تشيكوسلوفاكيا في أكتوبر 1918، تمت مكافأته بتعيينه في منصب مدير شرطة براغ. وفي وقت لاحق من ثلاثينات القرن العشرين أصبح أيضًا رئيس المقاطعة في أرض بوهيميا.
بعد الاحتلال الألماني لتشيكوسلوفاكيا في عام 1939، قبض عليه الألمان لفترة وجيزة ولكن سرعان ما أطلق سراحه مقابل تعهد بالولاء. وفي عام 1942، وبعد أن تم القبض على رئيس الوزراء إلياس من قبل راينهارد هايدريش، تم تعيين بينرت وزيرًا للداخلية تحت رئاسة رئيس الوزراء الجديد ياروسلاف كريتشي. في عام 1945، استبدل بينرت كريتشي في هذا المنصب وفي نفس الوقت عمل أيضًا كبديل للرئيس المريض بشدة إميل هاشا.
وفي اتفاق مع وزير الخارجية كارل فرانك، حاول بينرت بث البيان حول حل المحمية (التي كان ينبغي أن تحل محلها دولة دمية تشيكية يسيطر عليها الألمان) في 5 مايو 1945. ولكن في نفس الصباح اندلعت انتفاضة براغ وأسر المتمردون بينرت في غرفة البث في قاعة المدينة.
بعد نهاية الحرب العالمية الثانية، حوكم بينرت بتهمة الخيانة والتعاون مع النازيين، ولكن بسبب العديد من الظروف المخففة حُكم عليه بالسجن ثلاث سنوات فقط. بسبب سوء صحته، أطلق سراحه قبل الأوان في عام 1947، وتوفي في براغ بعد ذلك بعامين.

## روابط خارجية
- السيرة (بالتشيكية)
- Members of Bienert's government, 19.1.1945 - 5.5.1945 على موقع واي باك مشين (نسخة محفوظة May 27, 2008) (بالتشيكية)